# Tylototriton ngoclinhensis
Tylototriton ngoclinhensis — вид хвостатих земноводних родини саламандрових (Salamandridae). Описаний у 2023 році.

## Поширення
Ендемік В'єтнаму. Поширений на схилах гори Нгоклінь у Центральному нагір'ї у провінції Контум. Мешкає у вічнозелених гірських лісах поблизу водойм на висоті від 1800 до 2300 метрів над рівнем моря. Вид є найпівденнішим та найвисокогірнішим представником роду.

## Опис
Міцний вид саламандр середнього розміру з великими краями голови, привушними кістками та помаранчевим хребтом. Новий таксон відрізняється від своїх родичів поєднанням таких морфологічних характеристик: розмір середній (SVL 60,8–66,5 мм, TL 57,6–61,8 мм у самців і SVL 72,5–75,6 мм, TL 62,9–67,9 мм у самиць); голова довша ніж ширина; привушні кістки дуже видатні та збільшені, виступаючи назад; довжина хвоста коротша за довжину морди; хребетний гребінь великий, високий і залозистий на вигляд; 14 великих і чітких дорсолатеральних залозистих бородавок; наявна регулярна складка; кінчики передніх і задніх кінцівок перекриваються при притисканні вздовж тіла; кінчики пальців простягаються між оком і ніздрею, коли передня нога висунута вперед; тильна поверхня і бічні сторони голови, верхня і нижня губи, дорсолатеральні залозисті бородавки, хребетний гребінь, периферійна ділянка клоаки і вентральний край хвоста оранжевого кольору; наявність чіткої чорної лінії, що тягнеться від заднього кінця ока до плеча.